# Osztrogonácz József
Osztrogonácz József (horvátul: Joso Ostrogonac) bajai bunyevác politikus.
A Magyarországi Horvátok Szövetsége nevű szervezet elnöke.
Az Országos Horvát Önkormányzat tagja.